# Phù Hồng
Phù Hồng (tiếng Trung: 苻洪; bính âm: Fú Hóng, 284–350) tên ban đầu là Bồ Hồng (tiếng Trung: 蒲洪), tên tự Quảng Thế (tiếng Trung: 廣世; tiếng Trung: Pú Hóng), là một tộc trưởng người Đê. Ông là phụ thân của Phù Kiện - hoàng đế khai quốc của nước Tiền Tần.
Bồ Hồng xuất thân là tù trưởng tộc Đê đã hàng nước Hậu Triệu. Năm 350 nhân lúc Hậu Triệu loạn lạc, Phù Hồng tự xưng là Tam Tần vương (tiếng Trung: 三秦王) nhận được một lời tiên tri rằng ông sẽ trở thành vua. Trong cùng năm, ông bị thuộc hạ là Ma Thu (麻秋) hạ độc, người này sau đó bị Phù Kiện xử tử. Ông được truy tôn miếu hiệu Thái Tổ (太祖), thụy hiệu (Tiền) Tần Huệ Vũ Đế (tiếng Trung: (前)秦惠武帝).